# Nil Blanc
Pour les articles homonymes, voir Nil Blanc (homonymie).
Le Nil Blanc ou Bahr el-Abiad (en arabe : al-Baḥr al-Abyaḍ « la mer blanche » ou an-Nīl al-Abyaḍ « le Nil blanc ») est un embranchement du Nil.

## Désignation

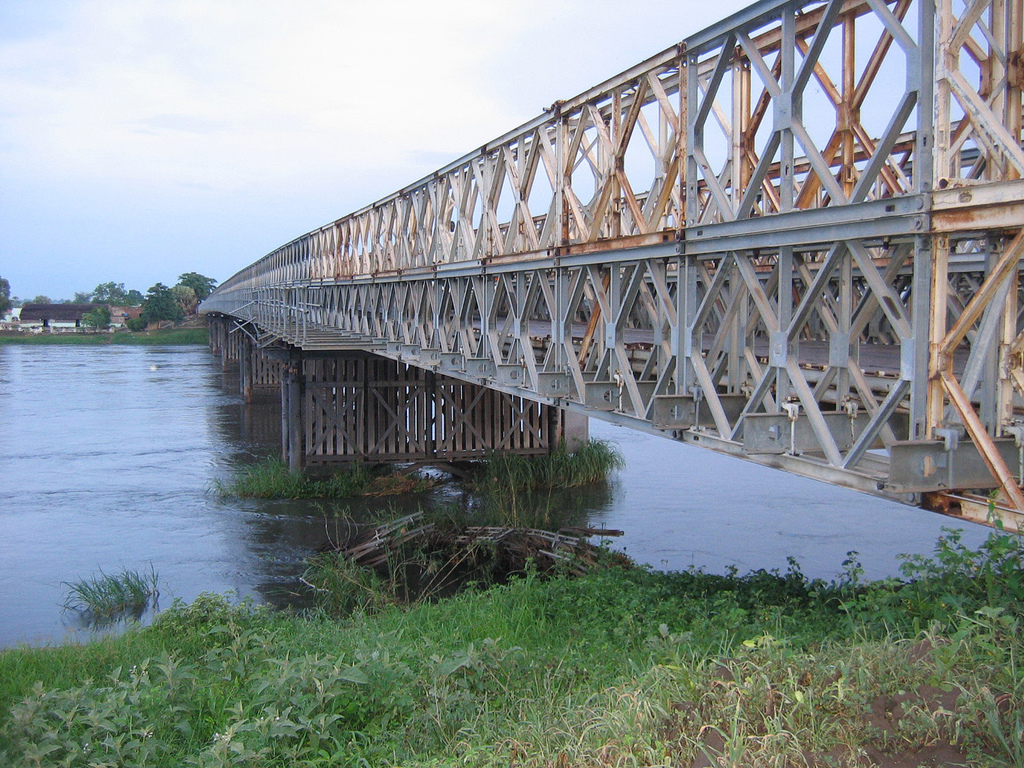
Pont Bailey au-dessus du Nil blanc à Juba.

Le nom de « Nil Blanc » peut être appliqué à tout ou partie du système hydrologique en amont de la confluence avec le Nil Bleu. Dans le sens le plus strict, le Nil Blanc n'est que le cours d'eau formé à Malakal à la confluence entre le Bahr el-Jabal et le Sobat, ou alors légèrement en amont au lac No à la confluence entre le Bahr el-Jabal et le Bahr el-Ghazal,. Dans un sens plus large, il peut faire référence aux différentes étapes du cour d'eau qui s'écoule depuis le lac Victoria jusqu'au Nil Blanc strict. Entre le lac Victoria et le lac Albert, le cours d'eau est également désigné sous le nom de Nil Victoria. À la sortie du lac Albert, il est également nommé Nil Albert. Plus en amont, il est aussi possible de désigner sous le nom de Nil blanc le cours d'eau qui s'écoule depuis la source la plus lointaine (Luvironza) jusqu'au lac Victoria.
En arabe, le nom du fleuve est النيل الأبيض (an-Nīl al-Abyaḍ, littéralement « Nil Blanc »).
Une hypothèse sur l'origine du nom du fleuve voudrait qu'elle provienne de sa couleur claire, due à sa faible teneur en limon, par contraste avec celle du Nil Bleu, plus foncée. Une autre hypothèse est que son nom provient de la désignation universelle du point cardinal ouest depuis la plus haute Antiquité selon le code géo-chromatique (le bleu désignant l'est, comme pour le Nil Bleu).
Selim Bimbachi va effectuer trois expéditions entre 1839 et 1842 pour en découvrir les sources.

## Parcours

### Source

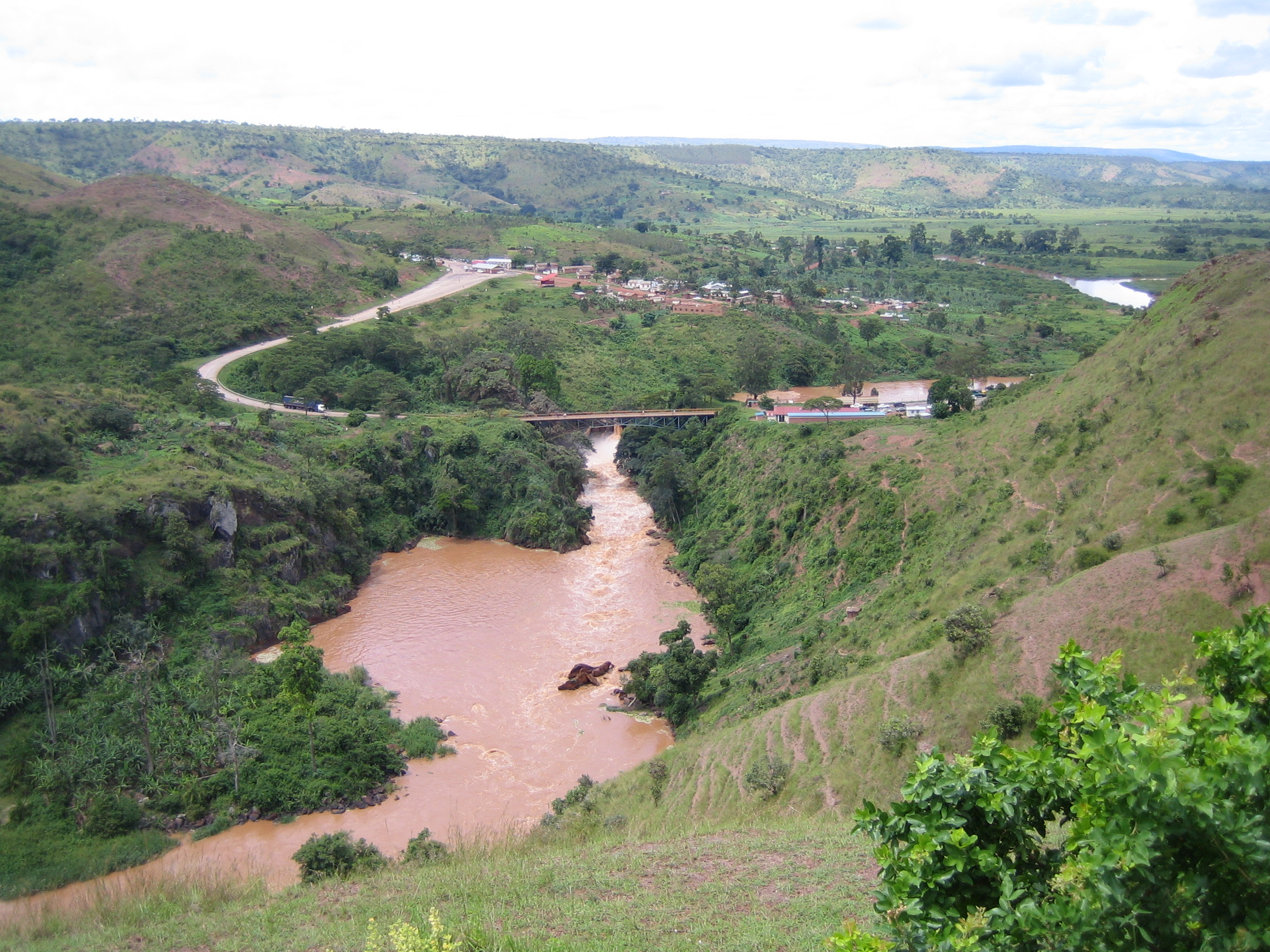
Les chutes Rusumo sur le Kagera, à la frontière entre le Rwanda et la Tanzanie.

La source la plus distante des eaux du lac Victoria est celle du Ruvyironza au Burundi. Cette source peut être considérée comme étant celle du Nil, dans la mesure où il s'agit de la source du bassin du Nil la plus distante de l'embouchure.
Le Ruvyironza se jette dans le Ruvubu près de la ville burundaise de Kayanza. Le Ruvubu se jette à son tour dans le Kagera. Chacun de ces trois cours d'eau est parfois considéré comme l'une des sources du Nil Blanc.
Après leur confluence, le Kagera se jette dans le lac Victoria.
Cependant, la source la plus éloignée en suivant le cours du Nil Blanc (et donc de tout le Nil) est située dans la forêt de Nyungwe au Rwanda.

### Ouganda

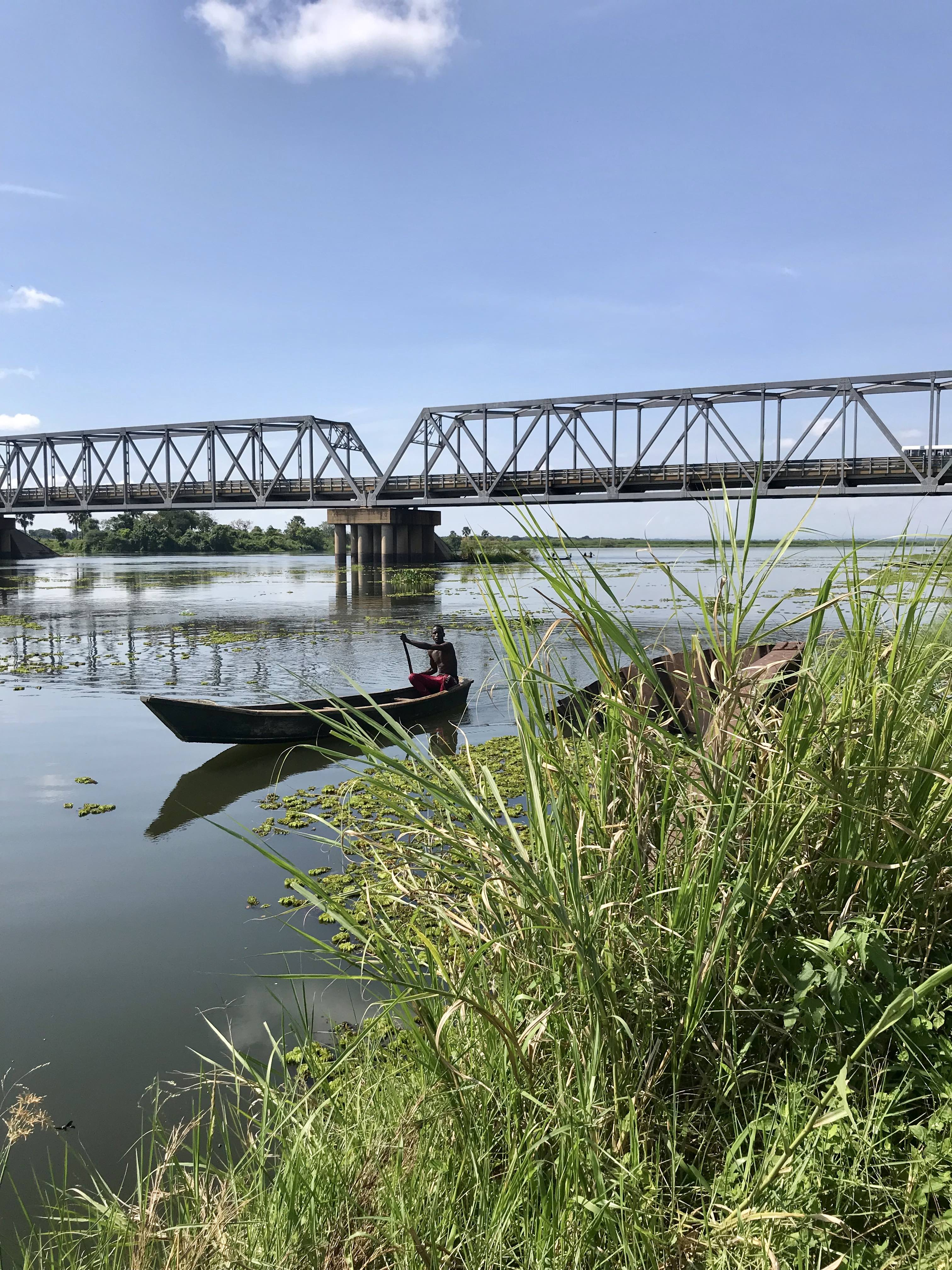
Le Nil Blanc près de Pakwach (Ouganda).

L'émissaire du lac Victoria est également nommé Nil Victoria. Son exutoire est situé près de Jinja, en Ouganda. 15 km en aval, il traverse les chutes Bujagali, puis se dirige vers le nord-ouest, alimentant le lac Kyoga dans le centre du pays.
Juste avant d'entrer dans le lac Albert, la rivière traverse une gorge de moins de 10 m de large aux chutes Murchison, marquant son entrée dans la branche occidentale de la vallée du Grand Rift. Elle entre dans le lac Albert sur le versant oriental des monts Bleus.
La rivière sortant du lac Albert, au nord, est également connue sous le nom de Nil Albert.
Plusieurs centrales hydroélectriques sont en opération ou en projet sur le fleuve :
- la centrale hydroélectrique d'Ayago ;
- le barrage de Bujagali ;
- la centrale hydroélectrique d'Isimba ;
- barrage de Karuma.

### Soudan du Sud et Soudan

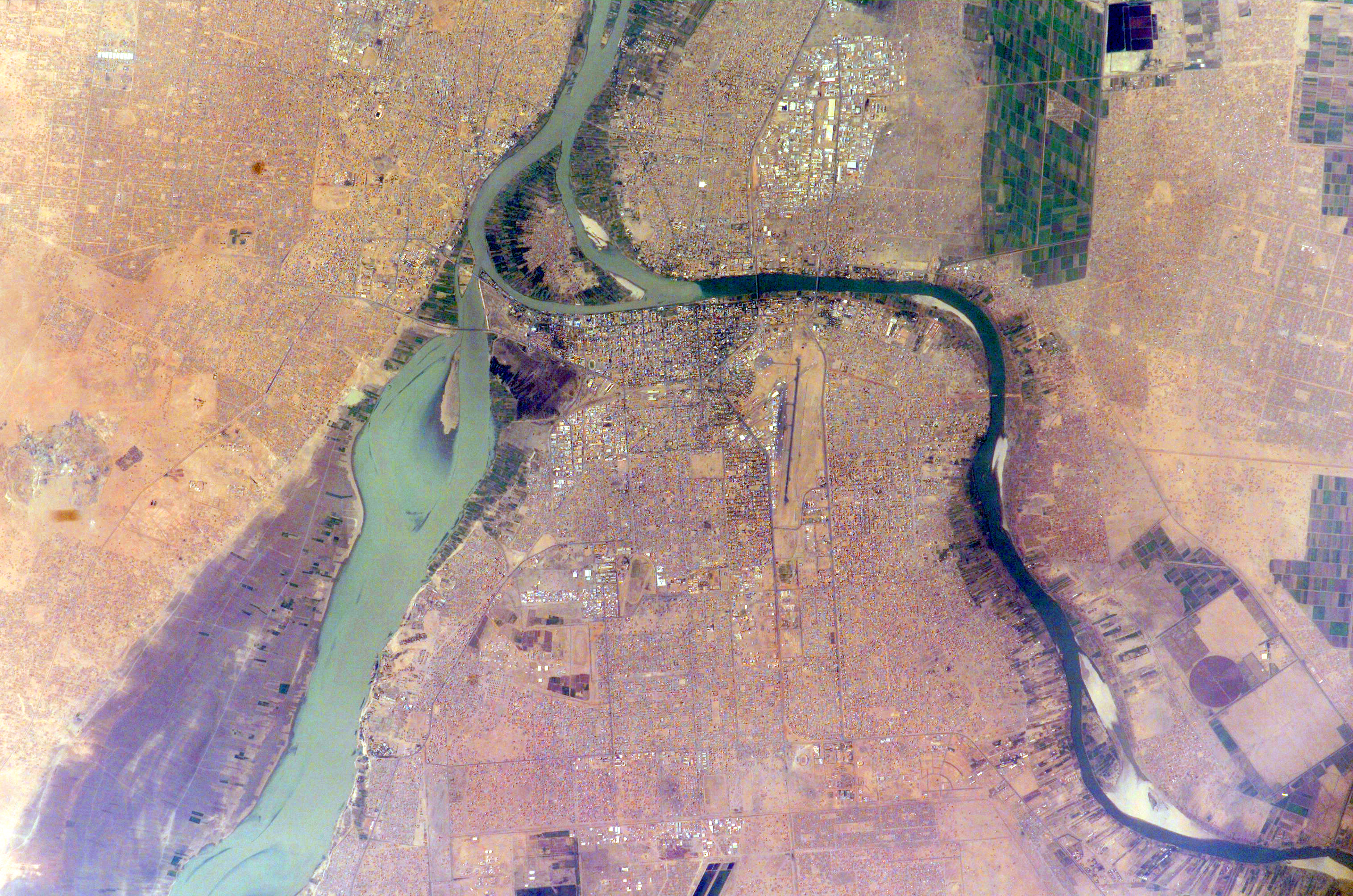
Vue aérienne de la zone de confluence des Nil Bleu et Blanc. Khartoum est située au centre et en bas, Omdurman à gauche et Bahri à droite, chacune sur une rive. L'île de Tuti est visible au centre du confluent, entre les trois villes.

Au nord de Nimule, le cours d'eau rentre au Soudan du Sud et prend le nom de Bahr el-Gebel. Il traverse des rapides avant d'entrer dans la plaine soudanaise et les vastes marais du Sudd. Il traverse Djouba, la capitale du pays et le point navigable le plus au sud du bassin du Nil. Il aboutit au lac No où il conflue avec le Bahr el-Ghazal et forme le Nil Blanc. Une anabranche, le Bahr el-Zeraf, se sépare du Barh el-Gebel, traverse le Sudd et rejoint finalement le Nil Blanc.
Le Nil Blanc traverse Kodok et pénètre au Soudan. Il conflue avec le Nil Bleu à Khartoum où il forme le Nil,.

## Caractéristiques

### Débit
Lors de la saison des pluies de juin à septembre, le débit du Nil Blanc est nettement plus faible que celui du Nil Bleu, et il représente alors moins de 30 % du débit total du Nil. En période sèche en revanche (avril et mai), la proportion s'inverse, et le Nil Blanc peut contribuer à plus de 80 % du débit total.

### Longueur
Dans sa définition restrictive, le Nil Blanc mesure 970 km depuis le lac No (ou 810 km depuis Malakal) jusqu'à Khartoum. En incluant son affluent principal, le Nil Blanc est long de 2 084 km. Depuis sa source la plus éloignée (Luvironza), le Nil Blanc mesure 3 700 km.